# Le Crêt Rond
Le Crêt Rond är en kulle i Schweiz. Den ligger i kantonen Neuchâtel, i den västra delen av landet, 80 km väster om huvudstaden Bern. Toppen på Le Crêt Rond är 1 211 meter över havet.